# Croix Saint-Lambert
La croix Saint-Lambert est située à L'Hermitage-Lorge en France.

## Localisation
La croix est située sur le territoire de la commune de L'Hermitage-Lorge, en forêt de Lorge, dans le département des Côtes-d'Armor en région Bretagne.

## Historique
La croix est inscrite au titre des monuments historiques par arrêté du 14 avril 1930.

## Galerie

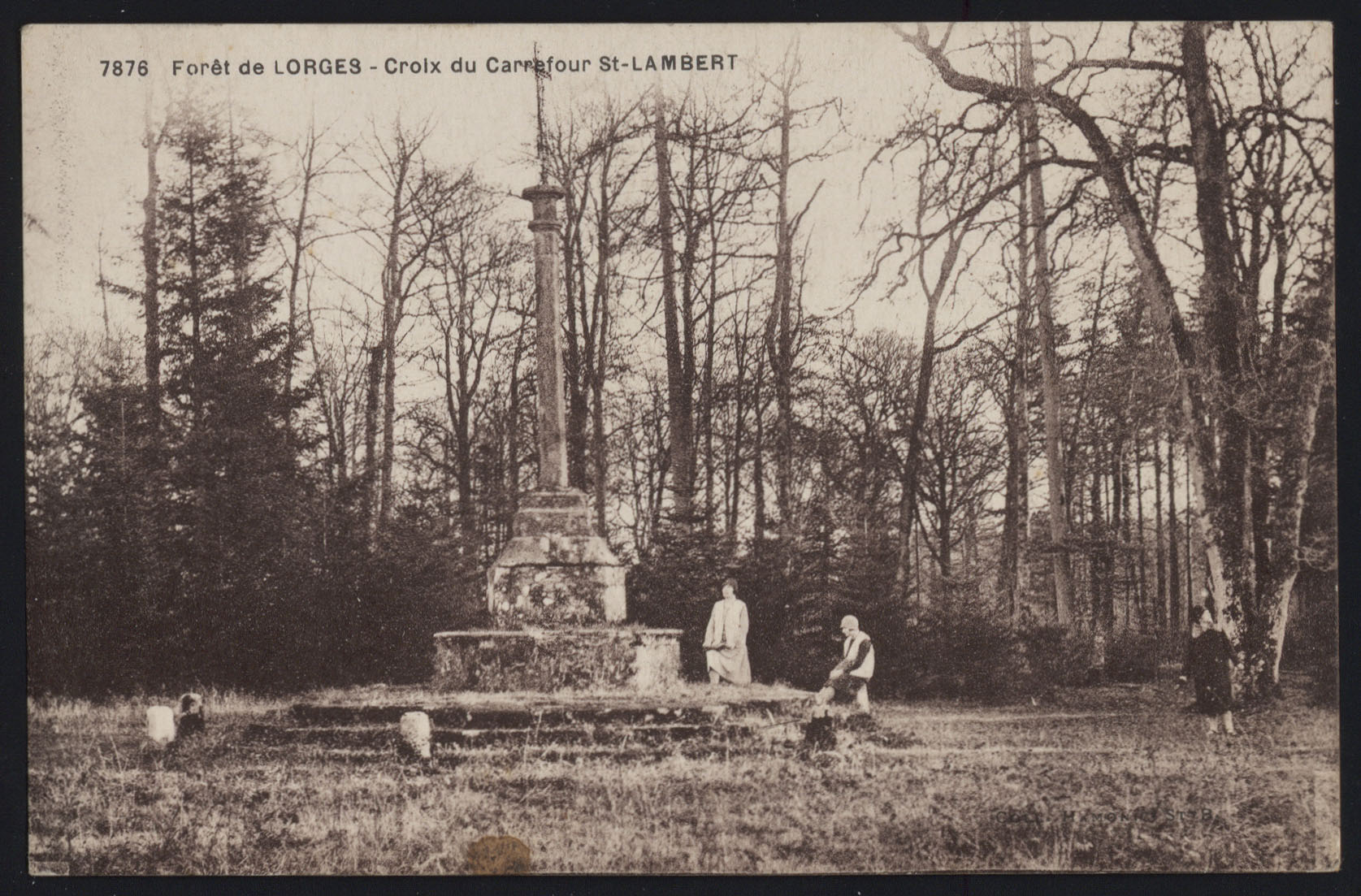
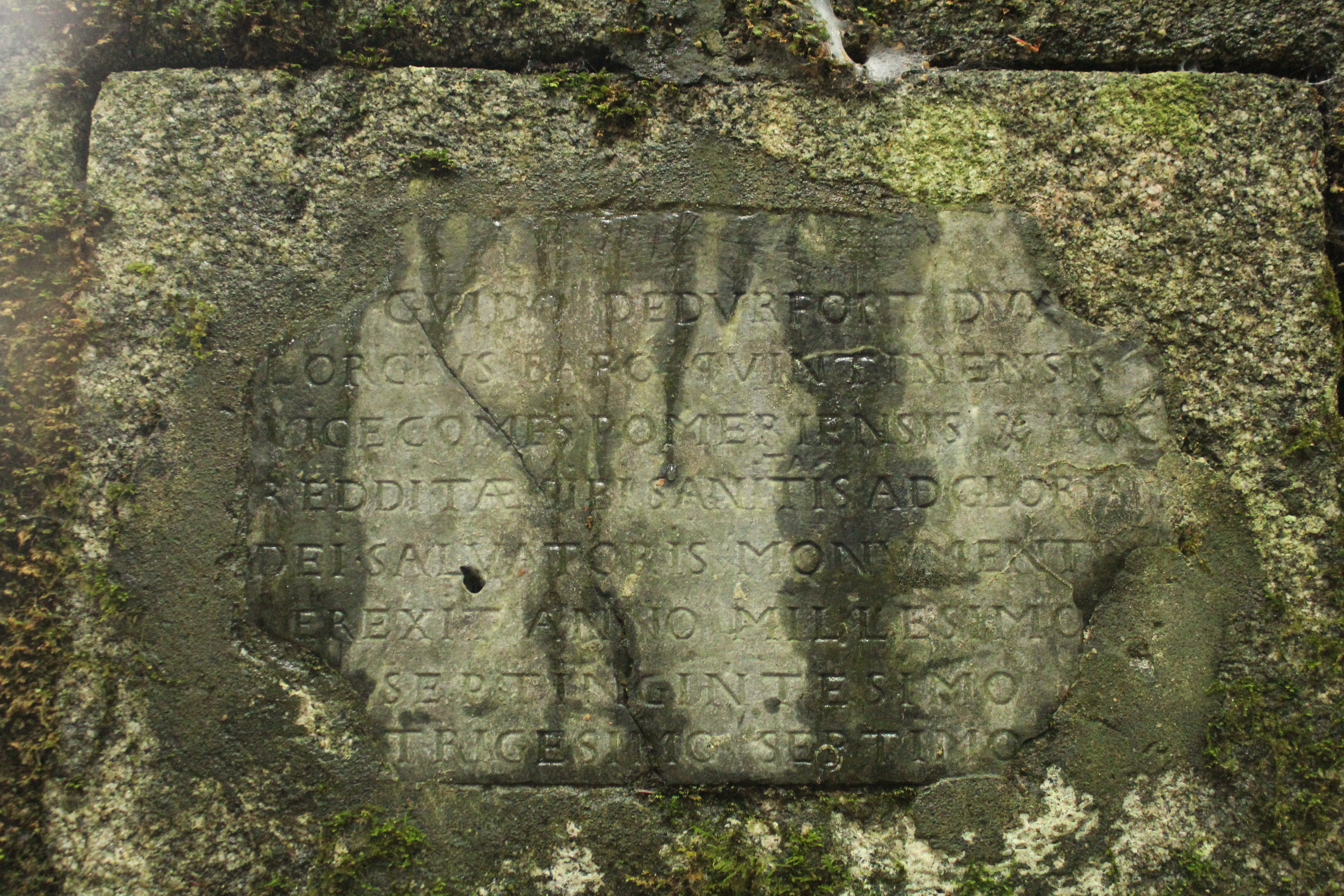